# Boboteaza
Boboteaza, cunoscută și ca Epifania sau Teofania, este sărbătorită la 6 ianuarie de către Biserica Ortodoxă și Biserica Catolică.
Boboteaza încheie ciclul celor 12 zile ale sărbătorilor de iarnă care încep în Ajunul Crăciunului. În greacă, cuvântul Bobotează este numit Teofanie sau Epifanie care se traduce prin "Arătarea Domnului", adică a Sfintei Treimi.

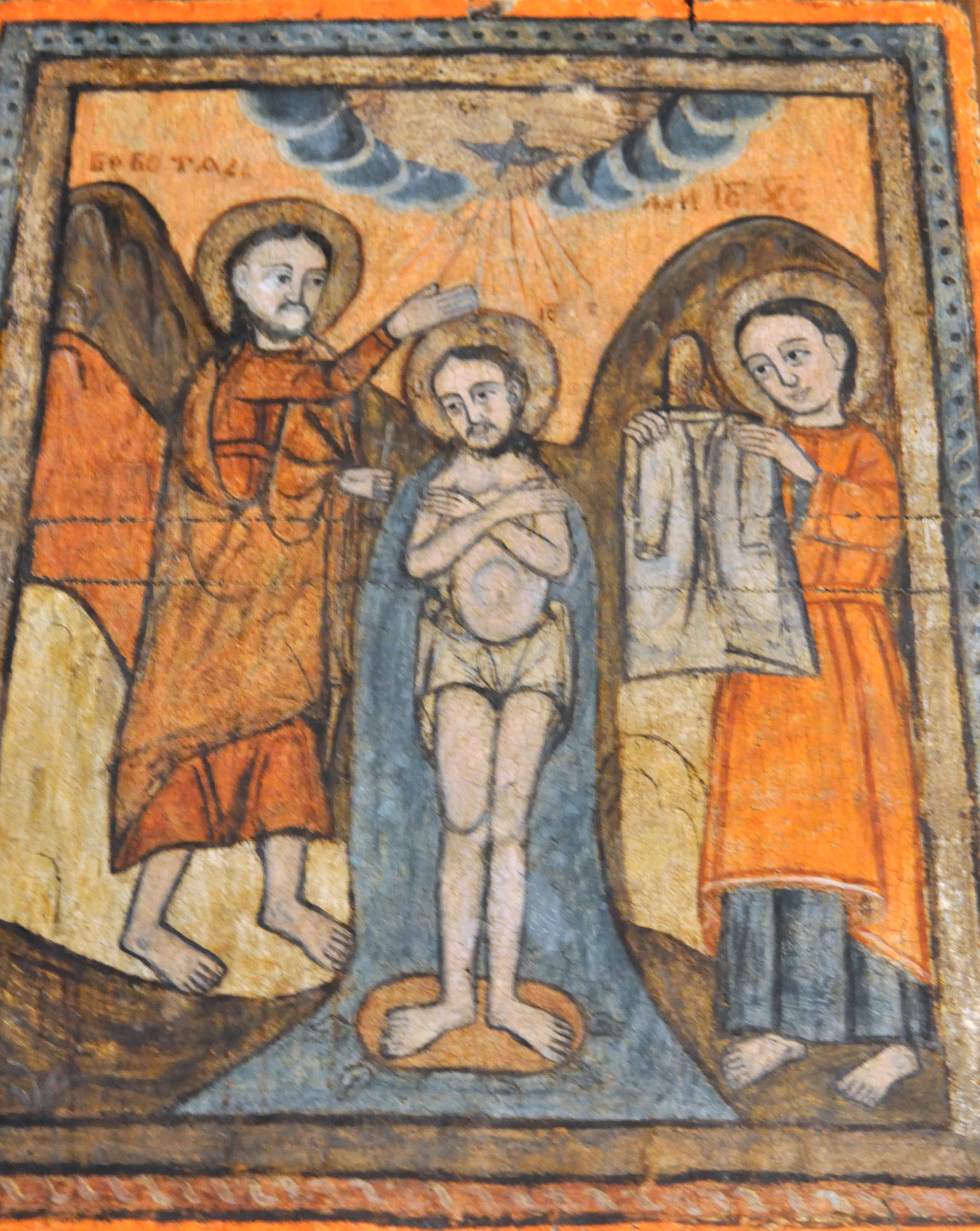
Bobotiaza lui I[isu]s H[risto]s, icoană pictată de Alexandru Ponehalschi din Biserica de lemn din Budești Josani

Creștinii occidentali comemorează în primul rând (dar nu numai) vizita magilor la nașterea Pruncului Iisus și astfel  manifestarea fizică a lui Iisus către neamuri. Ortodocșii comemorează botezul lui Iisus în râul Iordan, văzută ca o manifestare către  lume a Fiului lui Dumnezeu (Arătarea Domnului). Unele comunități ale ambelor denominații sărbătoresc în aceași zi Nunta din Cana Galileii, prima dintre minunile lui Iisus.

## Tradiția
Biblia îl menționează pe Sfântul Prooroc Ioan Botezătorul, considerat de creștini ca înaintemergătorul lui Iisus Hristos, care ar fi propovăduit venirea acestuia, îndemnând pe iudei la pocăință. Îmbrăcămintea pustnicului Ioan era foarte simplă, făcută din blană de cămilă; el purta o cingătoare de piele împrejurul mijlocului și se hrănea cu lăcuste și miere sălbatică. Icoanele au păstrat de-a lungul timpului această imagine, înfățișându-ni-l pe Botezător cu părul și barba lungi. Considerându-l proroc, locuitorii din Ierusalim și din întreaga Iudee se strângeau în jurul lui pentru a-i asculta cuvintele și mai ales pentru a fi botezați de el în râul Iordan. 
Ioan le cerea, înainte de a-i boteza, să-și spovedească păcatele și să se pocăiască, spunându-le că el îi botează doar cu apă, dar „cel ce va veni după el” (în tradiția creștină: Iisus) îi va boteza cu Duh Sfânt și cu foc. Despre „cel ce va veni după el”, Ioan spunea că acela este mult mai mare și mai puternic decât el. 
Evanghelia relatează că și Iisus a venit din Galileea, pentru a fi botezat de Ioan, care, văzându-l, a spus: „Iată mielul lui Dumnezeu, cel ce spăla păcatul lumii”. Conform acestei relatări, ieșind din apa Iordanului, Iisus ar fi spus „cerurile s-au deschis și duhul lui Dumnezeu s-a vărsat, coborându-se ca un porumbel și venind peste el. Și glas din ceruri zicând : acesta este Fiul Meu cel iubit întru care am binevoit” (Matei, 3: 16-17).
Boboteaza este deci una dintre cele mai importante sărbători ale anului pentru creștini. De obicei, în această perioadă este foarte frig în România, de aceea este des folosită expresia „gerul Bobotezei”. Excepție a făcut anul 2018 care a adus temperaturi extrem de ridicate pentru această perioadă din an, la București înregistrându-se chiar și 17 grade Celsius, un record istoric de temperatură pentru ziua de 6 ianuarie.

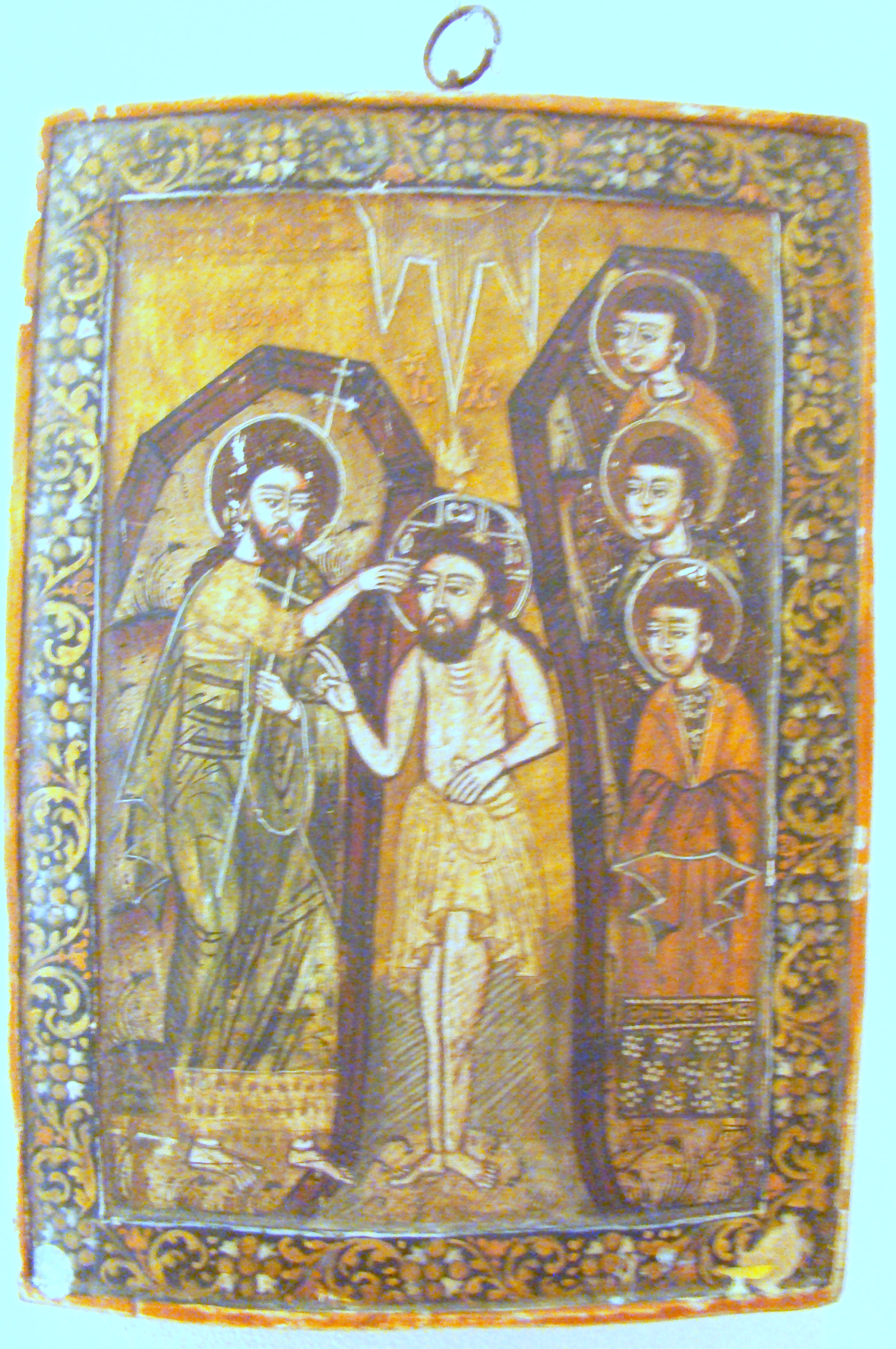
Botezul Domnului, icoană din patrimoniul muzeului grăniceresc năsăudean

## În tradiția românească
În localitățile așezate pe malul unui râu, pe malul Dunării sau pe țărmul mării, se obișnuiește că preotul, cu ocazia slujbei care se face acum, să arunce o cruce de lemn în apa foarte rece, uneori chiar înghețată, după care sar câțiva flacăi curajoși pentru a o aduce înapoi. În toate bisericile ortodoxe, preoții fac agheasmă (apă sfințită), cu care "botează" apele, oamenii, animalele și casele. Înainte de regimul comunist, această datină exista și la București, Patriarhul coborând Calea Victoriei de la Palatul regal până la Dâmbovița, unde pocăiții, îmbrăcați în halaturi albe, se aruncau în apa înghețată pentru a o ridica.
Această tradiție face parte din multe altele în legatură cu Boboteaza, încărcate de practici magice și obiceiuri agrare preluate în creștinism din tradițiile anterioare, precum fertilitatea, purificarea, cinstirea apei și a focului. Boboteaza este astfel și o sărbătoare dedicată purificării naturii, și mai ales a apelor, de forțele răului. Acum se colindă, se prevestește cum va fi vremea în noul an, sau cum va fi recolta. Se crede că în aceste zile animalele vorbesc, capătând puteri neobișnuite. Peste obiceiurile creștine ortodoxe de sfințire a apelor sau de scufundare a crucii s-au suprapus și multe practici păgâne, cum ar fi afumarea grajdurilor și a vitelor pentru alungarea duhurilor rele din acestea, aprinderea focurilor pe câmp sau colindele însoțite de tot felul de strigături și zgomote. Toate acestea au în general un rol de curățire și de îndepărtare a răului. Tradiția ortodoxă cere ca acum să se mănânce piftie și grâu fiert și să se bea vin roșu.

## Vezi și
- Botezul lui Iisus
- Teofanie